# OpenSolaris
OpenSolaris – projekt firmy Sun Microsystems, mający na celu stworzenie otwartej wersji jej natywnego systemu operacyjnego Solaris; podobne rozwiązanie zostało już zastosowane w przypadku pakietu biurowego StarOffice, który ma również otwartą wersję OpenOffice.org.

## Historia projektu
Otwieranie Solarisa było stopniowe. Pierwsza porcja kodu źródłowego, uwolniona 25 stycznia 2005, to Dynamic Tracing Toolkit (znany jako DTrace), narzędzie dla administratorów i programistów zajmujących się dostrajaniem systemu. Kod źródłowy Solarisa Sun opublikował 14 czerwca 2005, w oparciu o nową licencję Common Development and Distribution License (CDDL), bazującą na Mozilla Public License (MPL) v. 1.1. Podobnie jak MPL, CDDL nie jest zgodna z popularną GNU General Public License. CDDL została zaakceptowana przez Open Source Initiative w połowie stycznia 2005.
5 maja 2008 roku ukazała się pierwsza wersja systemu: OpenSolaris 2008.05.
13 sierpnia 2010 roku Steven Stallion opublikował na swoim blogu informacje o zakończeniu rozwoju systemu OpenSolaris ze względu na politykę firmy Oracle.

## Komitet doradczy
Do zarządzania OpenSolarisem został powołany komitet doradczy (Community Advisory Board) złożony z sześciu członków. W skład CAB wchodzą:
- James Carlson
- Alan Coopersmith
- Glynn Foster
- Stephen Lau
- Rich Teer
- Keith Wesolowski

## Dystrybucje OpenSolaris
Obecnie istnieje siedem dystrybucji opartych na jądrze OpenSolaris:
- Solaris Express Community Edition
- Solaris Express Developer Edition
- BeleniX
- Nexenta
- MilaX
- SchilliX
- marTux